# Witte Huis (Groningen)

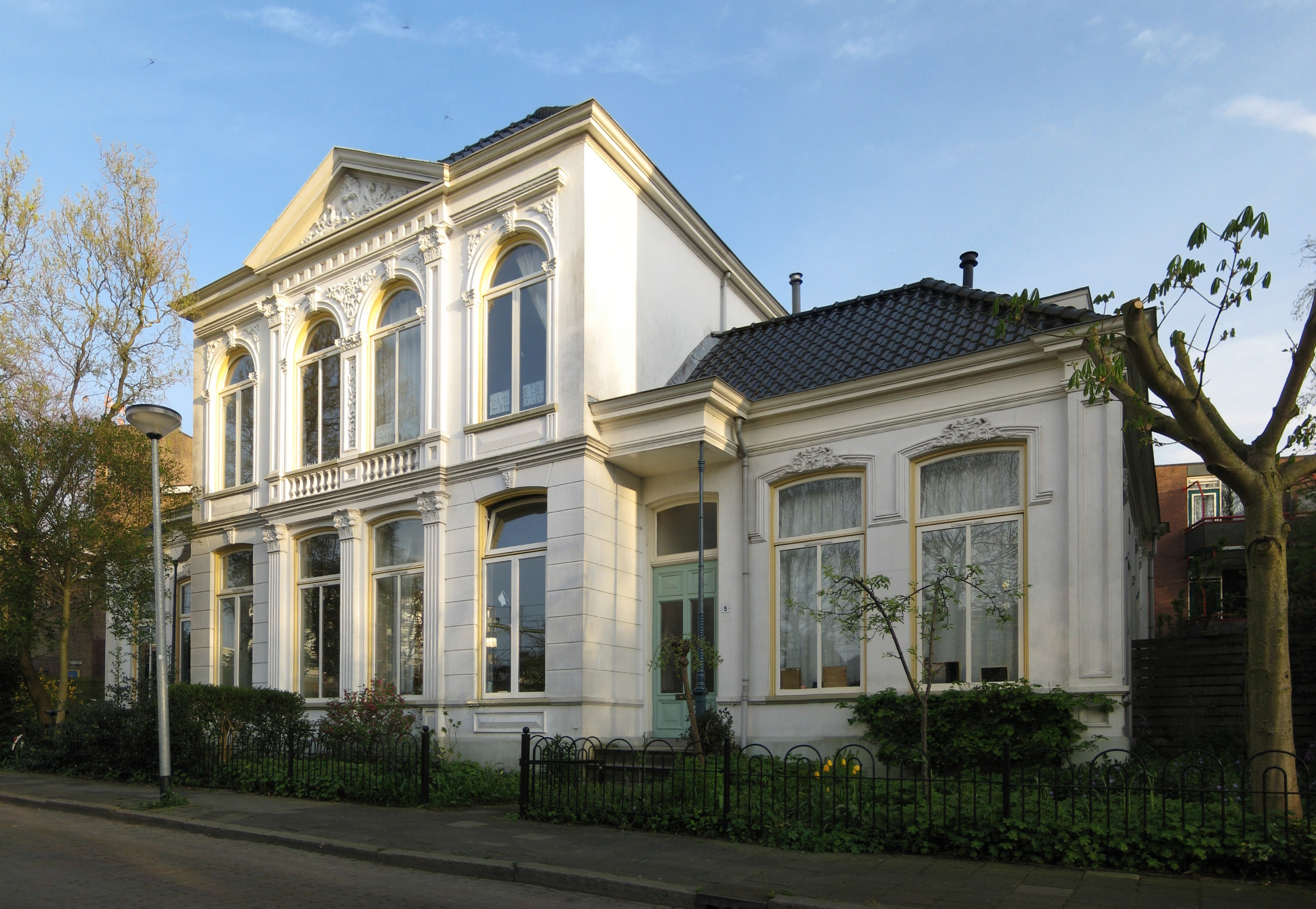
Het Witte Huis, voorzijde (2008)

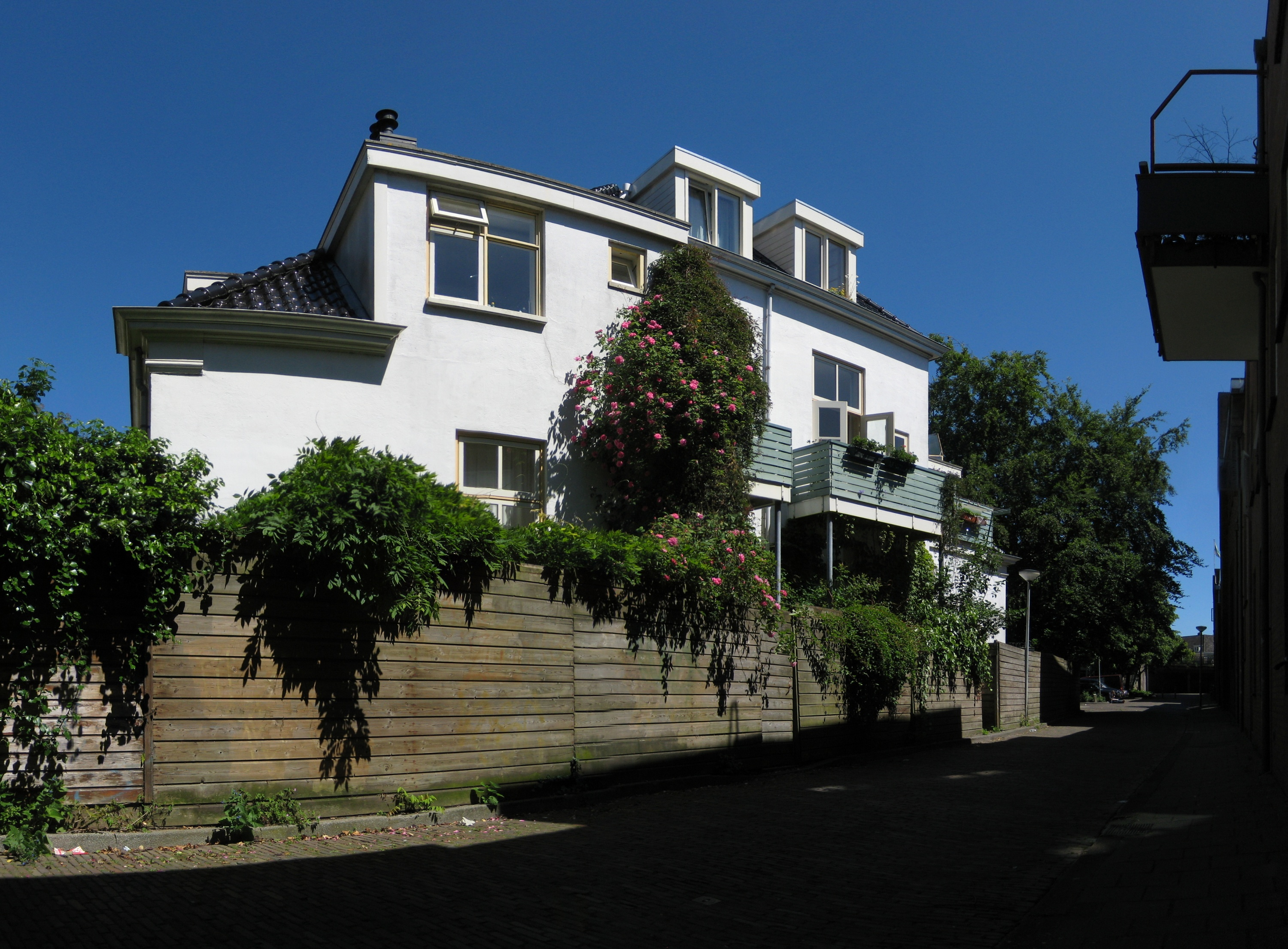
Het Witte Huis, achterzijde (2009)

Het Witte Huis (1882) is een monumentaal vrijstaand dubbel herenhuis in de Nederlandse stad Groningen.

## Beschrijving
Het Witte Huis staat ten zuidoosten van het hoofdstation op de plaats waar de Viaductstraat en de Driehovenstraat bij elkaar komen, nabij de Puddingfabriek, aan de noordoostrand van de Rivierenbuurt. Het pand werd gebouwd in opdracht van de fabrikant R. Roelfsema naar een ontwerp van de Groninger architect N.W. Lit (1833-1907). Het is een symmetrisch opgezet gebouw, dat bestaat uit een middenrisaliet van twee bouwlagen en vier traveeën breed en twee hoekrisalieten van één bouwlaag en drie traveeën breed. De drie bouwdelen zijn afgedekt met afgeknotte schilddaken. De voorgevel en de zijgevels zijn opvallend geornamenteerd. De buitenmuren zijn geheel witgepleisterd, vandaar de benaming Witte Huis.
In 1995 werd het Witte Huis aangewezen als rijksmonument. Daarbij overwoog de toenmalige Rijksdienst voor de Monumentenzorg dat het pand is "opgetrokken in een rijk versierde eclectische bouwstijl, typisch voor het laatste kwart van de negentiende eeuw". De Dienst achtte het Witte Huis daarom van algemeen belang uit stedebouwkundig, cultuurhistorisch en architectuurhistorisch oogpunt als gaaf voorbeeld van de karakteristieke villabouw, gerealiseerd op de aan het einde van de negentiende eeuw geslechte zuidelijke vestingwerken van de stad Groningen".
Het Witte Huis is sinds 1986 eigendom van de Vereniging Viaductstraat, die het in dat jaar liet renoveren en er sindsdien zes woonruimtes verhuurt. Het interieur van het pand is niet te bezichtigen, maar de buitenkant ervan kan aan drie zijden worden bekeken.